# The Dirty Three

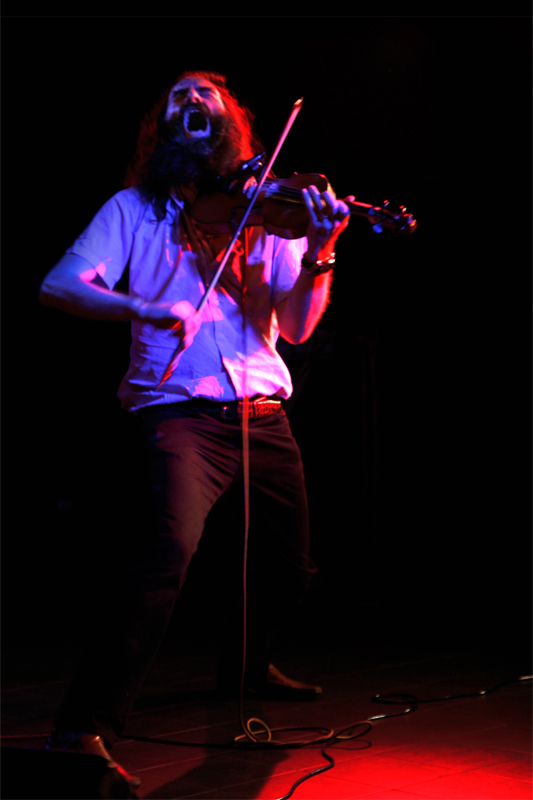
Dirty Three

Dirty Three är ett australiensiskt band som spelar instrumental rockmusik. De bildades 1993.
Medlemmarna är Warren Ellis, som spelar fiol, Mick Turner, som spelar elgitarr och Jim White som spelar trummor. De driver också ett eget skivbolag, Anchor & Hope, där Turner är huvudansvarig.

## Diskografi
- Sad and Dangerous (1994)
- Dirty Three (1995)
- Horse Stories (1996)
- Ocean Songs (1998)
- Lowlands (2000)
- You Are Whatever You Love (2000)
- She Has No Strings Apollo (2003)
- Cinder (2005)